# Мелиоративное земледелие
Мелиоративное земледелие — вид земледелия.
В зависимости от почвенно-климатических условий земледелие подразделяется на:
- Мелиоративное земледелие — земледелие на мелиорированных землях
- Орошаемое земледелие — земледелие с применением различных видов орошения
- Богарное земледелие — земледелие в засушливых районах с использованием влаги ранневесеннего периода

Почва и растения являются основными объектами земледелия.

## Системы земледелия
Система земледелия — комплекс взаимосвязанных агротехнических мелиоративных и организационных мероприятий, направленный на эффективное использование земли, сохранение и повышение плодородия почвы, получение высоких и устойчивых урожаев сельскохозяйственных культур (сис. землед. включает следующие системы: севооборотов, обработки почвы, удобрений, защиты растений и др.)

## Основные виды систем земледелия
- Адаптивно-ландшафтная система земледелия — представляет собой сложный комплекс экологически безопасных технологий производства растениеводческой продукции и воспроизводства плодородия почвы, обеспечивающих агрономическую и экономическую эффективность использования агроландшафтов конкретного хозяйства на основе агроэкологической группировки земель. Агроландшафт — природно-территориальный комплекс, естественная растительность которого на подавляющей его части заменена агроценозами. Агроэкологическая группировка земель — условное объединение земель в категории, отражающие их свойства и качество с учётом природно-экологических и социально-экономических условий.
- Зернопаровая система — система земледелия, при которой преобладающую площадь пашни занимают зерновые культуры, значительная площадь отведена под чистые пары и плодородие почвы поддерживается и повышается обработкой почвы и применением удобрений.
- Пропашная система — система земледелия, при которой большую часть пашни занимают посевы пропашных культур, а плодородие почвы поддерживается и повышается за счет интенсивного применения удобрений.
- Травопольная система — система земледелия, при которой часть пашни в полевых и кормовых севооборотах используется под многолетние травы, являющиеся кормовой базой и главным средством поддержания и повышения плодородия почв.
- Плодосменная система — система земледелия, при которой не более половины площади пашни занимают посевы зерновых, на остальной части возделываются пропашные и бобовые культуры.
- Почвозащитная система — система земледелия, основанная на зерно-паровых севооборотах с полосным размещением сельскохозяйственных культур и пара, плоскорезной обработке почвы, внесении удобрений и мероприятиях по накоплению влаги.